# Mageia
Mageia (греч. μαγεία — магия) — операционная система на базе Linux, распространяемая как свободное программное обеспечение. Является форком Mandriva Linux.
Первый выпуск дистрибутива Mageia 1 состоялся в июне 2011 года.

## История
Mageia была создана в 2010 году как форк Mandriva Linux группой бывших сотрудников Mandriva SA и нескольких других разработчиков и пользователей, и сторонников сообщества Mandriva.
2 сентября 2010 года компания Edge IT, одна из дочерних компаний Mandriva, была в процессе ликвидации, которая действовала до 17 сентября, все подразделения Mandriva были ликвидированы, а сотрудники были уволены.
На следующий день, 18 сентября 2010 года, некоторые из этих бывших сотрудников, которые в основном отвечали за разработку и обслуживание дистрибутива Mandriva Linux, несколько бывших сотрудников сообщества объявили о создании Mageia при поддержке многих членов сообщества разработчиков, пользователей, и сотрудников Mandriva Linux.

## Графические оболочки
Mageia может использовать все основные среды рабочего стола. Как и в случае с Mandrake и Mandriva Linux, KDE является основной и наиболее используемой средой. Конечные пользователи могут выбирать из KDE и GNOME 64-битных Live DVD-изданий, 32-битных и 64-битных Xfce live DVD-изданий и любой среды в полной версии установки DVD.
Он использует Центр управления Mageia. LXDE, LXQt, Cinnamon, MATE и Enlightenment также доступны.

## Репозитории приложений
Mageia предлагает большой список репозиториев для установки программного обеспечения. Репозиторий состоит из RPM-пакетов, для управления пакетами (установка и обновление из репозитория) используются программы urpmi (консольная) и rpmdrake (графическая). Это первый дистрибутив Linux, где MariaDB заменила MySQL от Oracle.

## Разработка
Mageia планируется выпускать на 9-месячный цикл выпуска, причем каждый релиз будет поддерживаться в течение 18 месяцев.

### История версий
| Версия | Дата выпуска | Окончание поддержки | Версия ядра |
| --- | ------------ | ------------------- | ----------- |
| 1 | 2011-06-01   | 2012-12-01          | 2.6.38.7    |
| 2 | 2012-05-22   | 2013-11-22          | 3.3.6       |
| 3 | 2013-05-19   | 2014-11-26          | 3.8.13      |
| 4 | 2014-02-01   | 2015-09-19          | 3.12.13     |
| 4.1 | 2014-06-20   | 2015-09-19          | 3.12.21     |
| 5 | 2015-06-19   | 2017-12-31          | 3.19.8      |
| 5.1 | 2016-12-02   | 2017-12-31          | 4.4.32      |
| 6 | 2017-07-16   | 2019-09-30          | 4.9         |
| 6.1 | 2018-10-05   | 2019-09-30          | 4.14.70     |
| 7 | 2019-07-01   | 2021-06-30          | 5.1.14      |
| 8 | 2021-02-26   | 2023-11-30          | 5.10.16     |
| 9 | 2023-08-27   |                     | 6.4         |
| Легенда:Старая версия, не поддерживаетсяСтарая поддерживаемая версияТекущая версияТестовая версияБудущая версия |              |                     |             |